# Josh Richardson
Pour les articles homonymes, voir Richardson.
Joshua Michael "Josh" Richardson, né le 15 septembre 1993 à Edmond dans l'Oklahoma, est un joueur américain de basket-ball qui évolue au poste d'arrière.

## Carrière universitaire
Richardson obtient des moyennes de 16,5 points, 6,2 rebonds et 3,6 passes décisives en tant que meneur dans sa dernière année à l'école secondaire Santa Fe à Edmond, Oklahoma. Cette année-là, il est nommé au sein de l'équipe de l'Oklahoma Coaches Association "Large West" All-State Team et de la Super 5 First Team de l'Oklahoma.

## Carrière professionnelle

### Heat de Miami (2015-2019)

#### Saison 2015-2016
Le 25 juin 2015, Richardson est sélectionné avec le 40e choix lors de la draft 2015 de la NBA par le Heat de Miami. Le 3 août 2015, il signe avec le Heat après avoir obtenu en moyenne 11,8 points et 2,8 rebonds en 10 matchs de Summer League. Il ne participe pas aux quatre premiers matchs du Heat de la saison avant de faire ses débuts en NBA le 5 novembre contre les Timberwolves du Minnesota, jouant un peu moins de sept minutes. Le 12 novembre, lors de son troisième match en NBA, Richardson  commence à la place de l'absent Dwyane Wade. Il enregistre par la suite huit points et trois rebonds en 20 minutes, alors que le Heat bat le Jazz de l'Utah 92-91. Le 30 décembre, il est affecté au Skyforce de Sioux Falls, l'affiliée de la D-League du Heat. Il est rappelé par le Heat le 3 janvier, réaffecté le 5 janvier et rappelé de nouveau le 11 janvier. Le 24 février, il enregistre son premier match à deux chiffres en NBA, marquant 15 points sur 5 des 6 tirs au but lors d'une défaite 118-111 contre les Warriors de Golden State. Le 11 mars, il marque un record en carrière de 22 points dans une victoire de 118 à 96 contre les Bulls de Chicago. Le 5 avril, il est nommé recrue du mois de mars de la conférence de l'Est, devenant ainsi le troisième joueur de l'histoire de la franchise Heat à remporter la récompense de rookie du mois ; les deux autres étant Caron Butler (récipiendaire à quatre reprises en 2002-2003) et Michael Beasley (avril 2009).

#### Saison 2016-2017
En juillet 2016, Richardson rejoint le Heat pour la NBA Summer League 2016. Le 9 septembre 2016, il subit une déchirure partielle du ligament latéral interne de son genou droit, qui le rend indisponible pendant six à huit semaines. Le 27 décembre 2016, il égale un sommet en carrière avec 22 points dans une défaite de 106 à 94 contre le Thunder d'Oklahoma City.

#### Saison 2017-18
Le 18 septembre 2017, Richardson signe une prolongation de contrat de quatre ans de 42 millions de dollars avec le Heat. Le 1er décembre 2017, il marque un record en carrière de 27 points dans une victoire de 105-100 contre les Hornets de Charlotte. Le 16 décembre 2017, il atteint un nouveau sommet en carrière avec 28 points dans une victoire de 90 à 85 contre les Clippers de Los Angeles. Le 7 février 2018, il marque 30 points dans une défaite de 109-101 contre les Rockets de Houston.

#### Saison 2018-19
Le 18 octobre 2018, Richardson marque 28 points dans une victoire de 113-112 contre les Wizards de Washington. Le 29 octobre, il marque un record en carrière de 31 points dans une défaite de 123-113 contre les Kings de Sacramento. Le 3 novembre, il bat son record en carrière avec 32 points dans une défaite de 123-118 contre les Hawks d'Atlanta. Le 10 février 2019, il marque un record en carrière de 37 points et marque huit trois points dans une défaite de 120-118 contre les Warriors de Golden State. Il manque des matchs à la fin de la saison avec des blessures au talon et à l'aine.

### 76ers de Philadelphie (2019-2020)

#### Saison 2019-2020
Le 1er juillet 2019, il est envoyé chez les 76ers de Philadelphie en échange de Jimmy Butler.

### Mavericks de Dallas (2020-2021)
Le 19 novembre 2020, il est transféré aux Mavericks de Dallas en échange de Seth Curry. 

### Celtics de Boston (2021-2022)
Il est de nouveau transféré en juillet 2021, aux Celtics de Boston en échange de Moses Brown.

### Spurs de San Antonio (2022-2023)
Le jour de la fermeture du marché des transferts, Josh Richardson est transféré avec Romeo Langford vers les Spurs de San Antonio contre Derrick White.

### Pelicans de La Nouvelle-Orléans (2023)
Il est à nouveau transféré le jour de la fermeture du marché des transferts, aux Pelicans de La Nouvelle-Orléans contre Devonte' Graham et quatre seconds tours de draft.

### Retour au Heat de Miami (2023-février 2025)
Agent libre à l'été 2023, il revient au Heat de Miami pour deux saisons. En février 2025, il est transféré au Jazz de l'Utah puis coupé dans la foulée.

## Palmarès
- First-team All-SEC (2015)
- Élu meilleur rookie du mois de la conférence Est de la NBA en mars 2016[6]
- Élu joueur de la semaine de la Conference Est lors de la saison NBA 2019-2020

## Statistiques

### Universitaires
Les statistiques de Josh Richardson en matchs universitaires sont les suivantes :
| Saison    | Équipe    | Matchs | Titul. | Min./m | % Tir | % 3pts | % LF | Rbds/m. | Pass/m. | Int/m. | Ctr/m. | Pts/m. |
| --------- | --------- | ------ | ------ | ------ | ----- | ------ | ---- | ------- | ------- | ------ | ------ | ------ |
| 2011-2012 | Tennessee | 34     | 9      | 15,9   | 35,3  | 23,7   | 64,0 | 1,35    | 0,71    | 0,53   | 0,56   | 2,85   |
| 2012-2013 | Tennessee | 33     | 32     | 30,7   | 46,9  | 21,4   | 69,2 | 4,33    | 1,55    | 1,06   | 0,70   | 7,91   |
| 2013-2014 | Tennessee | 37     | 36     | 30,3   | 47,3  | 33,7   | 79,3 | 2,86    | 1,51    | 0,73   | 0,81   | 10,30  |
| 2014-2015 | Tennessee | 32     | 32     | 36,3   | 46,1  | 35,9   | 79,8 | 4,47    | 3,59    | 2,09   | 0,50   | 16,03  |
| Total     | Total     | 136    | 109    | 28,2   | 45,5  | 31,7   | 75,8 | 3,22    | 1,81    | 1,08   | 0,65   | 9,21   |

### Professionnelles

#### Saison régulière
| Saison    | Équipe              | Matchs | Titul. | Min./m | % Tir | % 3pts | % LF | Rbds/m. | Pass/m. | Int/m. | Ctr/m. | Pts/m. |
| --------- | ------------------- | ------ | ------ | ------ | ----- | ------ | ---- | ------- | ------- | ------ | ------ | ------ |
| 2015-2016 | Miami               | 52     | 2      | 21,3   | 45,2  | 46,1   | 66,7 | 2,06    | 1,40    | 0,69   | 0,48   | 6,56   |
| 2016-2017 | Miami               | 53     | 34     | 30,5   | 39,4  | 33,0   | 77,9 | 3,17    | 2,64    | 1,13   | 0,74   | 10,17  |
| 2017-2018 | Miami               | 81     | 81     | 33,2   | 45,1  | 37,8   | 84,5 | 3,52    | 2,85    | 1,49   | 0,93   | 12,90  |
| 2018-2019 | Miami               | 73     | 73     | 34,8   | 41,2  | 35,7   | 86,1 | 3,60    | 4,08    | 1,08   | 0,47   | 16,56  |
| 2019-2020 | Philadelphie        | 55     | 53     | 30,8   | 43,0  | 34,1   | 80,9 | 3,16    | 2,95    | 0,95   | 0,65   | 13,73  |
| 2020-2021 | Dallas              | 59     | 56     | 30,3   | 42,7  | 33,0   | 91,7 | 3,31    | 2,59    | 1,03   | 0,41   | 12,12  |
| 2021-2022 | Boston              | 44     | 0      | 24,7   | 44,3  | 39,7   | 85,9 | 2,84    | 1,50    | 0,77   | 0,52   | 9,70   |
| 2021-2022 | San Antonio         | 21     | 7      | 24,4   | 42,9  | 44,4   | 94,6 | 2,86    | 2,33    | 1,05   | 0,29   | 11,38  |
| 2022-2023 | San Antonio         | 42     | 6      | 23,7   | 43,6  | 35,7   | 88,3 | 2,83    | 3,26    | 0,95   | 0,26   | 11,45  |
| 2022-2023 | La Nouvelle-Orléans | 23     | 4      | 23,2   | 41,9  | 38,4   | 76,2 | 2,43    | 1,61    | 1,26   | 0,39   | 7,52   |
| 2023-2024 | Miami               | 43     | 6      | 25,6   | 44,4  | 34,7   | 94,4 | 2,81    | 2,44    | 0,56   | 0,33   | 9,88   |
| Carrière  | Carrière            | 546    | 322    | 28,7   | 42,9  | 36,4   | 84,6 | 3,06    | 2,66    | 1,02   | 0,54   | 11,63  |

Dernière mise à jour le 6 avril 2024.

#### Playoffs
| Saison   | Équipe       | Matchs | Titul. | Min./m | % Tir | % 3pts | % LF  | Rbds/m. | Pass/m. | Int/m. | Ctr/m. | Pts/m. |
| -------- | ------------ | ------ | ------ | ------ | ----- | ------ | ----- | ------- | ------- | ------ | ------ | ------ |
| 2016     | Miami        | 14     | 0      | 27,6   | 37,1  | 37,0   | 71,4  | 3,57    | 1,57    | 0,43   | 0,93   | 6,64   |
| 2018     | Miami        | 5      | 5      | 25,9   | 37,5  | 31,6   | 85,7  | 3,00    | 2,80    | 2,20   | 1,00   | 8,40   |
| 2020     | Philadelphie | 4      | 4      | 36,1   | 35,7  | 35,7   | 94,4  | 3,75    | 3,25    | 0,50   | 0,50   | 16,75  |
| 2021     | Dallas       | 7      | 0      | 13,4   | 39,3  | 30,0   | 100,0 | 1,57    | 0,71    | 0,29   | 0,00   | 4,86   |
| Carrière | Carrière     | 30     | 9      | 25,1   | 37,1  | 35,0   | 87,5  | 3,03    | 1,80    | 0,70   | 0,67   | 7,87   |

## Records sur une rencontre en NBA
Les records personnels de Josh Richardson en NBA sont les suivants, :
| Type de statistique        | Saison régulière | Saison régulière            | Saison régulière | Playoffs | Playoffs                | Playoffs      |
| Type de statistique        | Record           | Adversaire                  | Date             | Record   | Adversaire              | Date          |
| -------------------------- | ---------------- | --------------------------- | ---------------- | -------- | ----------------------- | ------------- |
| Points                     | 37               | @ Warriors de Golden State  | 10 février 2019  | 18       | 2 fois                  | 2 fois        |
| Paniers marqués            | 14               | @ Warriors de Golden State  | 10 février 2019  | 7        | @ Celtics de Boston     | 17 août 2020  |
| Paniers tentés             | 22               | 3 fois                      | 3 fois           | 17       | 2 fois                  | 2 fois        |
| Paniers à 3 points réussis | 8                | @ Warriors de Golden State  | 10 février 2019  | 4        | 76ers de Philadelphie   | 19 avril 2018 |
| Paniers à 3 points tentés  | 12               | Rockets de Houston          | 20 décembre 2018 | 11       | Celtics de Boston       | 21 août 2020  |
| Lancers francs réussis     | 10               | Celtics de Boston           | 9 janvier 2020   | 8        | Celtics de Boston       | 23 août 2020  |
| Lancers francs tentés      | 10               | Celtics de Boston           | 9 janvier 2020   | 9        | Celtics de Boston       | 23 août 2020  |
| Rebonds offensifs          | 5                | 2 fois                      | 2 fois           | 3        | 76ers de Philadelphie   | 21 avril 2018 |
| Rebonds défensifs          | 8                | 2 fois                      | 2 fois           | 6        | @ Celtics de Boston     | 17 août 2020  |
| Rebonds totaux             | 10               | @ Magic d'Orlando           | 23 décembre 2018 | 6        | @ Celtics de Boston     | 17 août 2020  |
| Passes décisives           | 10               | @ Timberwolves du Minnesota | 26 octobre 2022  | 7        | 76ers de Philadelphie   | 21 avril 2018 |
| Interceptions              | 5                | 7 fois                      | 7 fois           | 7        | 76ers de Philadelphie   | 21 avril 2018 |
| Contres                    | 4                | 3 fois                      | 3 fois           | 3        | @ 76ers de Philadelphie | 16 avril 2018 |
| Balles perdues             | 7                | 2 fois                      | 2 fois           | 4        | 76ers de Philadelphie   | 19 avril 2018 |
| Minutes jouées             | 46               | Cavaliers de Cleveland      | 10 avril 2017    | 42       | Celtics de Boston       | 21 août 2020  |

- Double-double : 1
- Triple-double : 0

Dernière mise à jour : 4 avril 2024

## Salaires
Les gains de Josh Richardson en NBA sont les suivants :
| Saison      | Équipe                          | Salaire      |
| ----------- | ------------------------------- | ------------ |
| 2015-2016   | Heat de Miami                   | 525 093 $    |
| 2016-2017   | Heat de Miami                   | 874 636 $    |
| 2017-2018   | Heat de Miami                   | 1 471 382 $  |
| 2018-2019   | Heat de Miami                   | 9 637 200 $  |
| 2019-2020   | 76ers de Philadelphie           | 10 116 576 $ |
| 2020-2021   | Mavericks de Dallas             | 10 865 952 $ |
| 2021-2022   | Spurs de San Antonio            | 11 615 328 $ |
| 2022-2023   | Pelicans de La Nouvelle-Orléans | 12 196 094 $ |
| Total Gains | Total Gains                     | 57 032 261 $ |
| 2023-2024   | Heat de Miami                   | 2 891 467 $  |
| 2024-2025   | Heat de Miami                   | 3 051 153 $  |